# Des Moines, Iowa
Des Moines este o municipalitate, un oraș și sediul comitatului Polk, statul Iowa din Statele Unite ale Americii. Des Moines este totodată și capitala statului Iowa.

## Personalități născute aici
- Gertrude Käsebier (1852 - 1934), fotografă;
- George Wildman Ball (1909 - 1994), jurist, diplomat;
- Claire Dodd (1911 - 1973), cântăreață, dansatoare;
- Bill Daily (1927 - 2018), actor;
- Roy Halston Frowick (1932 - 1990), designer vestimentar;
- Thomas M. Disch (1940 - 2008), scriitor de science-fiction;
- Stephen Collins (n. 1947), actor;
- Bill Bryson (n. 1951), scriitor;
- Shawn Crahan (n. 1969), muzician;
- Joey Jordison (1975 - 2021), muzician;
- Lori Susan Jones (n. 1982), atletă;
- Shawn Johnson East (n. 1992), gimnastă.